# TBP
TBP (англ. TATA-box binding protein) – білок, який кодується однойменним геном, розташованим у людей на короткому плечі 6-ї хромосоми. Довжина поліпептидного ланцюга білка становить 339 амінокислот, а молекулярна маса — 37 698.
| 10         |  | 20         |  | 30         |  | 40         |  | 50         |
| ---------- |  | ---------- |  | ---------- |  | ---------- |  | ---------- |
| MDQNNSLPPY |  | AQGLASPQGA |  | MTPGIPIFSP |  | MMPYGTGLTP |  | QPIQNTNSLS |
| ILEEQQRQQQ |  | QQQQQQQQQQ |  | QQQQQQQQQQ |  | QQQQQQQQQQ |  | QQQQQAVAAA |
| AVQQSTSQQA |  | TQGTSGQAPQ |  | LFHSQTLTTA |  | PLPGTTPLYP |  | SPMTPMTPIT |
| PATPASESSG |  | IVPQLQNIVS |  | TVNLGCKLDL |  | KTIALRARNA |  | EYNPKRFAAV |
| IMRIREPRTT |  | ALIFSSGKMV |  | CTGAKSEEQS |  | RLAARKYARV |  | VQKLGFPAKF |
| LDFKIQNMVG |  | SCDVKFPIRL |  | EGLVLTHQQF |  | SSYEPELFPG |  | LIYRMIKPRI |
| VLLIFVSGKV |  | VLTGAKVRAE |  | IYEAFENIYP |  | ILKGFRKTT  |  |            |

A: Аланін

C: Цистеїн

D: Аспарагінова кислота

E: Глутамінова кислота

F: Фенілаланін

G: Гліцин

H: Гістидин

I: Ізолейцин

K: Лізин

L: Лейцин

M: Метіонін

N: Аспарагін

P: Пролін

Q: Глутамін

R: Аргінін

S: Серин

T: Треонін

V: Валін

Задіяний у таких біологічних процесах, як взаємодія хазяїн-вірус, транскрипція, регуляція транскрипції, альтернативний сплайсинг. 
Білок має сайт для зв'язування з ДНК. 
Локалізований у ядрі.